# ГЕС Dǒulǐngzi
ГЕС Dǒulǐngzi (陡岭子水电站) — гідроелектростанція у центральній частині Китаю в провінції Хубей. Використовує ресурс із річки Jīnqiánhé, лівої притоки Ханьшуй (великий доплив Янцзи).
В межах проекту річку перекрили кам'яно-накидною греблею із бетонним облицюванням висотою 89 метрів, довжиною 339 метрів та шириною по гребеню 8 метрів. Вона утримує водосховище з об'ємом 484 млн м3 (корисний об'єм 209 млн м3) та нормальним рівнем поверхні на позначці 264 метра НРМ.
В районі станції річка описує петлю, так що машинний зал знаходиться за чверть кілометра від сховища та за 1,8 км по руслу від греблі. Основне обладнання становлять три турбіни типу Френсіс потужністю по 23,5 МВт, які забезпечують виробництво 212 млн кВт-год електроенергії на рік.
Видача продукції відбувається по ЛЕП, розрахованій на роботу під напругою 110 кВ.